# El mercader de Venecia (película)
El mercader de Venecia es una película romántica-dramática de 2004, dirigida por Michael Radford, basada en la obra homónima de William Shakespeare. El filme está protagonizado por Jeremy Irons como el mercader Antonio y Al Pacino como Shylock, un usurero judío. Es el primer largometraje en la era del sonido basado en esta obra de Shakespeare; otras versiones son producciones filmadas con videocámara para la televisión, incluyendo la versión de 1973 y la versión de 1980 realizada por Jack Gold. 
La producción fue realizada entre Italia, Luxemburgo y Reino Unido. Se estrenó el 4 de septiembre de 2004 en el marco del Festival Internacional de Cine de Venecia. En España, Argentina y México se estrenó a finales del año siguiente, y en los demás países de habla hispana no se pudo ver hasta el año 2006. Fue nominada como mejor película europea en los premios David di Donatello. Además Sammy Sheldon fue nominada en los Premios BAFTA por su vestuario.

## Argumento
La película comienza con Antonio hablando con dos hombres, Solario y Salerio. Les cuenta que se siente triste, y que no hay una razón específica del por qué. Más tarde, Bassanio, un joven veneciano amigo de Antonio, lo visita para pedirle un dinero que necesita para cortejar a una mujer llamada Portia. Para ayudar a Bassanio, Antonio pide dinero prestado a un usurero judío llamado Shylock. El prestamista acepta darle el préstamo a Antonio, pero con la condición de que si no recibe a tiempo el dinero de vuelta, podrá quitarle una libra de carne de su cuerpo.

## Reparto
- Al Pacino como Shylock
- Jeremy Irons como Antonio
- Joseph Fiennes como Bassanio
- Lynn Collins como Portia
- Zuleikha Robinson como Jessica
- Kris Marshall como Gratiano
- Charlie Cox como Lorenzo
- Heather Goldenhersh como Nerissa
- Mackenzie Crook como Launcelot Gobbo
- John Sessions como Salerio
- Gregor Fisher como Solanio
- Ron Cook como Old Gobbo
- Allan Corduner como Tubal
- Anton Rodgers como The Duke
- David Harewood como Príncipe de Marruecos
- Jules Werner como Fraile franciscano

## Recibimiento
El mercader de Venecia recibió críticas positivas en general; alcanzó un porcentaje de aceptación del 71 % en el agregador de reseñas Rotten Tomatoes, basado en 127 críticas. En Metacritic consiguió un puntaje de 63 sobre 100. Muchos críticos elogiaron la construcción del personaje de Shylock por parte de Michael Radford y Al Pacino, como también el aspecto oscuro y realista de las calles de Venecia, por el cual el diseñador de producción Bruno Rubeo fue reconocido con el Nastro d'argento. Algunos críticos destacaron las elecciones de Radford para contextualizar la historia, aunque no alcanzaron a impedir totalmente que Shylock resultara una caricatura. Ron Rosenbaum del periódico The Observer sintió que la vileza de Shylock fue disminuida para transformarlo en un personaje demasiado simpático y víctima de prejuicios.